# 霍鸿
霍鸿（前1世纪—8年），西汉末年长安附近的农民起义领袖。右扶风槐里县（今陕西省兴平市东南）人。
西汉居摄二年（7年）九月，三辅（今陕西省中部地区）长安附近从茂陵（陕西省兴平市东南）到汧县（陕西省陇县南）二十三县人民听说东郡太守翟义起义反对王莽摄政，纷纷响应起义。其中槐里人赵明（一作赵朋）、霍鸿最为强大。赵明、霍鸿自称将军，攻打焚烧官府，击杀右辅都尉、斄令等官吏，声势浩大，谋攻京师长安，起义发展到十万余人。起义军向长安进攻，在未央宫前殿都可以望见火光。王莽派卫尉王级为虎贲将军，与阎迁率兵西击，没有获胜。居摄三年（8年），王邑等击灭翟义，还师与甄邯、王奇等率兵与王级合兵进攻，起义失败，霍鸿和赵明战死。